# Vitrimere
Vitrimere (englisch Vitrimers) sind eine Kunststoffklasse, die sich von klassischen Duromeren ableitet und starke Ähnlichkeiten mit ihnen besitzt. Sie sind aus kovalenten Netzwerken aufgebaut, die ihre Topologie durch thermisch aktivierte Bindungsaustauschreaktionen verändern können. Vitrimere sind starke Glasbildner. Bei hohen Temperaturen fließen sie und verhalten sich dabei wie eine viskoelastische Flüssigkeit. Bei niedrigen Temperaturen sind die Austauschreaktionen unmessbar langsam („eingefroren“) und die Vitrimere verhalten sich wie klassische Duromere.
Ihr Verhalten eröffnet neue Möglichkeiten in der Anwendung von Duromeren wie Selbstheilung oder einfache Verarbeitbarkeit in einem weiten Temperaturbereich.
Die Vitrimere wurden von Ludwik Leiblers Team am Laboratorium für Weiche Materie und Chemie des ESPCI Paris zwischen 2010 und 2012 entdeckt.

## Hintergrund und Bedeutung
Während Thermoplaste einfach zu verarbeiten, aber auch anfällig gegenüber Chemikalien und verhältnismäßig wenig mechanisch belastbar sind, gilt für Duroplaste das Gegenteil. Thermoplaste bestehen aus kovalent gebundenen Molekülketten, die durch schwache Wechselwirkungen (z. B. Van-der-Waals-Kräfte) miteinander verbunden sind. Dadurch lassen sie sich einfach durch Schmelzen (oder z. T. auch aus der Lösung) verarbeiten, sind aber auch gegenüber geeigneten Lösungsmitteln anfällig und kriechen unter Dauerbelastung. Thermoplaste lassen sich über ihrer Glasübergangstemperatur bzw. über der Kristallitschmelztemperatur reversibel verformen und durch Extrusion, Spritzguss und Verschweißen verarbeiten. Duroplaste hingegen bestehen aus Molekülketten, die untereinander durch kovalente Bindungen zu einem beständigen Netzwerk verknüpft sind. Dadurch besitzen sie herausragende mechanische Eigenschaften und thermische sowie Chemikalienbeständigkeit. Dadurch sind sie in der Automobil- und Flugzeugindustrie ein unverzichtbarer Bestandteil tragender Bauelemente. Durch ihre irreversible Verknüpfung über kovalente Bindungen sind sie aber gleichzeitig nicht mehr zu verformen, sobald die Polymerisation abgeschlossen ist. Sie müssen daher in der erwünschten Form polymerisiert werden, was zeitintensiv ist, die Formgebung einschränkt und sie so sehr teuer macht.
Wenn es eine Möglichkeit gäbe, kovalente Bindungen reversibel zu gestalten, würde dies eine gute Verarbeitbarkeit, Reparierbarkeit und hohe Performance verbinden. Es wurden bereits zahlreiche Strategien erprobt, die derartige Kunststoffe ermöglichen sollen. Vitrimere sind eine erfolgreiche Lösung dieser Versuche, sie kombinieren die erwünschten Eigenschaften beider Klassen: Sie zeigen die mechanischen und thermischen Eigenschaften von Duroplasten und sind gleichzeitig unter Hitzeeinfluss verformbar. Vitrimere können wie (Silicium-)Gläser oder Metalle verschweißt werden. Ein Verschweißen durch simples Erhitzen ermöglicht das Fertigen komplexer Gegenstände. Vitrimere könnten daher eine neue und vielversprechende Werkstoffklasse mit zahlreichen Anwendungsmöglichkeiten sein.

## Funktionsweise und Prinzip

### Gläser und Glasbildner
Wenn die „Schmelze“ eines (organischen) amorphen Polymers abkühlt, verfestigt sie sich am Glasübergangspunkt Tv. Beim Abkühlen steigt die Härte des Polymers in der Umgebung dieses Punktes um mehrere Größenordnungen. Dabei folgt sie nicht der Arrhenius-Gleichung, sondern der Williams-Landel-Ferry-Gleichung. Organische Polymere werden daher als „fragile Glasbildner“ bezeichnet (vom englischen fragile = schwach). Siliciumglas (z. B. Fensterglas) dagegen wird als starker Glasbildner bezeichnet. Seine Viskosität ändert sich in der Nähe des Glasübergangspunkts Tv nur sehr langsam und folgt dem Arrhenius-Gesetz. Nur durch diese graduelle Änderung der Viskosität ist Glasblasen möglich. Würde man versuchen, ein organisches Polymer wie Glas zu formen, würde es zunächst fest sein und sich in der Nähe von Tv bereits bei geringfügig weiter erhöhter Temperatur vollständig verflüssigen, also z. B. heruntertropfen. Die Temperatur müsste zum „Glasblasen von organischen Polymeren“ also sehr genau und aufwändig kontrolliert werden.
Bis jetzt waren keine organischen Materialien bekannt, die starke Glasbildner waren. Starke Glasbildner können in derselben Weise wie Glas in eine beliebige Form gebracht werden. Mit den Vitrimeren liegen nun zum ersten Mal solche Materialien vor.

### Wirkungsweise: Umesterung und Temperatureinfluss
Die Arbeitsgruppe um Ludwik Leibler demonstrierte das Funktionsprinzip der Vitrimere am Beispiel der Epoxid-Duromere. Epoxid-Duromere können als Vitrimere dargestellt werden, wenn Transesterifizierungsreaktionen eingeführt und kontrolliert werden können. In dem untersuchten System müssen als Härter Carbonsäuren oder Carbonsäureanhydride verwendet werden. Eine Veränderung der Topologie ist durch Umesterungsreaktionen möglich. Diese Umesterungsreaktionen nehmen keinen Einfluss auf die Zahl der Verknüpfungen oder die (durchschnittliche) Funktionalität des Polymers. Bei hohen Temperaturen kann das Polymer so wie eine viskoelastische Flüssigkeit fließen. Wenn die Temperatur abgesenkt wird, werden die Transesterifizierungsreaktionen langsamer, bis sie schließlich „einfrieren“ (unmessbar langsam werden). Unterhalb des (Temperatur-)Punkts, bei der dies der Fall ist (topology freezing transition oder vitrification, Tv) verhalten sich Vitrimere wie normale, permanent verknüpfte Duromere. Die beispielhaft dargestellten Vitrimere wiesen unterhalb von Tv ein Elastizitätsmodul von 1 MPa bis 100 MPa auf, je nach Netzwerkdichte.

## Anwendungen
Es sind zahlreiche Anwendungen auf dieser Basis vorstellbar. So könnte ein Surfbrett aus Vitrimeren in eine neue Form gebracht werden, Kratzer in einer Motorhaube können „geheilt“ und vernetzte Plastik- oder Gummiartikel könnten verschweißt werden.